# Kelseya uniflora
Kelseya uniflora är en rosväxtart som först beskrevs av S. Wats., och fick sitt nu gällande namn av Per Axel Rydberg. Kelseya uniflora ingår i släktet Kelseya och familjen rosväxter. Inga underarter finns listade i Catalogue of Life.